# 1044 Тевтонія
1044 Тевто́нія (1044 Teutonia) — астероїд головного поясу, відкритий 10 травня 1924 року.
Тіссеранів параметр щодо Юпітера — 3,409.
Названо на честь тевтонів, тевтонців (лат. Teutoni, Teutones) — древньогерманських племен, що жили на західному узбережжі Ютландії і в пониззі р. Ельба.